# White Nights (soundtrack)
White Nights: Original Motion Picture Soundtrack nebo jen White Nights je soundtrack ke stejnojmennému filmu (White Nights) z roku 1985. Na albu se podílelo mnoho hudebníků, mezi nejznámější patří Phil Collins (Genesis), Robert Plant (Led Zeppelin) a Lou Reed (The Velvet Underground).

## Seznam skladeb
| Pořadí | Název                       | Interpret                     | Délka |
| ------ | --------------------------- | ----------------------------- | ----- |
| 1.     | Separate Lives              | Phil Collins & Marilyn Martin | 4:06  |
| 2.     | Prove Me Wrong              | David Pack                    | 4:19  |
| 3.     | Far Post                    | Robert Plant                  | 4:43  |
| 4.     | People on a String          | Roberta Flack                 | 4:01  |
| 5.     | This Is Your Day            | Nile Rodgers & Sandy Stewart  | 3:46  |
| 6.     | Snake Charmer               | John Hiatt                    | 3:42  |
| 7.     | The Other Side of the World | Chaka Khan                    | 3:33  |
| 8.     | My Love Is Chemical         | Lou Reed                      | 4:30  |
| 9.     | Tapdance                    | David Foster                  | 4:45  |
| 10.    | People Have Got to Move     | Jenny Burton                  | 4:20  |